# Jerzy Gałuszka
Jerzy Gałuszka (ur. 23 września 1922 r. w Jaśle, zm. 12 lipca 1982 r. w Bieszczadach) – polski prozaik, publicysta, działacz kulturalny.
Ukończył kursy Ośrodka Szkolenia Dziennikarzy (Warszawa). W 1947 r. debiutował na łamach prasy jako publicysta. W latach 1951–1956 pracował w redakcji dziennika „Trybuna Opolska”. W latach 1964–1981 mieszkał w Katowicach, gdzie był kierownikiem działu literackiego telewizji.

## Twórczość literacka
- Trudne lata
- Cienie czasu
- Kiedy milkna strzały
- Ucieczka w noc
- Poznani nocą
- Nad przepaścią
- Na drogach czasu
- Anatema
- Lato dwóch kobiet
- Powrotne kroki
- Niewinni
- Portrety z pamięci
- Swoi obcy
- Zapach śniegu
- Dopóki żyjesz